# Одо Буйвід
Одо Фелікс Казімєж Буйвід (пол. Odo Feliks Kazimierz Bujwid; 30 листопада 1857, Вільно, Російська імперія — 25 грудня 1942, Краків, Польща) — польський вчений-медик. Відомий як піонер польської бактеріології та один із перших дослідників вакцин в Польщі. Есперантист.

## Біографія
Одо Буйвід народився 30 листопада 1857 року у Вільно в сім'ї службовця. Там він провів дитинство. Згодом разом із сім'єю переїхав до Варшави. У віці 15 років залишився сиротою з двома молодшими сестрами. Щоб прогодувати сестер й заробити на прожиття, Буйвід давав приватні уроки. Відвідував 3-тю Варшавську гімназію, але не закінчив її. Склавши іспит на атестат зрілості, в 1879 році він вступив на медичний факультет Варшавського університету.

### Наукова діяльність
Під час навчання виявляв інтерес до гістології, тому й почав займатися дослідженням мокротиння людини. У 1885 році поїхав до Берліна, де навчався у Роберта Коха, котрий трьома роками раніше відкрив збудників туберкульозу. Через рік повернувся до Варшави і заснував першу в Польщі бактеріологічну лабораторію. 14 січня 1886 року Ото Буйвід закінчив медичний факультет і отримав диплом.
У 1886 році поїхав до Парижа, де вивчав методи створення вакцини проти сказу в Луї Пастера. Повернувшись на Батьківщину, Одо Буйвід відкрив перший польський центр вакцинації з використанням методу Пастера. Читав курси з бактеріології серед лікарів. У 1887 році опублікував свої лекції в книзі, яка стала першим польським підручником з бактеріології. Працював також в бактеріологічних лабораторіях Санкт-Петербурга та Одеси.
У 1893 році переїхав до Кракова, де очолив кафедру гігієни в Ягеллонському університеті. Незабаром там же організував діяльність другої польської пастерівської станції, де продовжив дослідження туберкульозу. Він першим в Польщі отримав протидифтерійну сироватку, налагодив її виробництво у Варшаві та Кракові. Пізніше почав виробляти й інші сироватки. Викладав в університеті курси гігієни та бактеріології.
У 1896 році Одо Буйвід був обраний членом ради Кракова, сприяв створенню систем водопостачання і каналізації в місті. У 1897—1907 роках він був директором Інституту харчових досліджень в Кракові. У 1899 році він став професором гігієни і бактеріології. У 1904—1905 навчальному році став деканом медичного факультету Ягеллонського університету. У 1920 році завершив роботу в Ягеллонському університеті і вийшов на пенсію. Незважаючи на це, продовжував брати участь в наукових конференціях.
Буйвід опублікував близько 400 наукових праць, з них близько 200 — з бактеріології.
У 1932 році померла його дружина, після чого він почав писати мемуари. Після початку Другої світової війни його сім'я зазнала репресій, а самого Буйвіда періодично допитували. Він помер 25 грудня 1942 року в Кракові.

### Есперанто-діяльність
Одо Буйвід підтримував дружні відносини з творцем есперанто Людвіком Заменгофом. На 8-му Всесвітньому конгресі есперантистів у Кракові в 1912 році він О.Буйвід обраний головою оргкомітету. У 1922 році на 1-му з'їзді польських есперантистів його було обрано президентом Національної федерації есперанто. У 1924 році О. Буйвід об'єднав представників різних есперантистських рухів Польщі. Він також був редактором польського періодичного друкованого видання <i>Pola Esperantisto</i>. Був обраний почесним членом Всесвітньої асоціації лікарів-есперантистів.